# Georgi Demetradze
Georgi Demetradze (Georgisch: გიორგი დემეტრაძე) (Tbilisi, 26 september 1976) is een Georgisch voormalig voetballer. Hij speelde als aanvaller.

## Clubcarrière
Demetradze brak door bij Dinamo Tbilisi en speelde in het seizoen 1997/98 in totaal acht wedstrijden voor Feyenoord. Hierna ging hij naar Alania Vladikavkaz waar hij met 35 doelpunten topscorer van de Premjer-Liga werd. Hij speelde kort bij Dinamo Kiev, in Spanje bij Real Sociedad en bij Lokomotiv Moskou. In 2004 werd hij bij Metaloerh Donetsk met 18 doelpunten ook topscorer van de Vysjtsja Liha. Hierna raakte hij verzeild in afpersings- en gokschandalen, waarna hij in juli 2010 werd gearresteerd. Op 23 maart 2011 werd hij in Georgië veroordeeld tot zes jaar gevangenschap, wegens afpersing en het organiseren van illegale weddenschappen.

## Interlandcarrière
Demetradze kwam 55 keer uit voor het Georgisch voetbalelftal en maakte 12 doelpunten voor zijn vaderland. Onder leiding van bondscoach Aleksandre Tsjivadze maakte hij zijn debuut voor de nationale ploeg op 8 mei 1996, toen hij na 45 minuten inviel voor Giorgi Ghudushauri (FSV Salmrohr) in de vriendschappelijke wedstrijd tegen Griekenland (2-1) in Ioannina.

## Erelijst
Dinamo Tbilisi
- Georgisch landskampioen

1995, 1996, 1997
- Georgisch bekerwinnaar

1995, 1996, 1997
- Georgisch topscorer

1997 (26 goals)
 Alania Vladikavkaz
- Russisch topscorer

1999 (35 goals)
 Dynamo Kiev
- Oekraïens landskampioen

2000, 2001
 Metaloerh Donetsk
- Oekraïens topscorer

2004 (18 goals)
 FC Bakoe
- Azerbeidzjaans landskampioen

2009